# آلخاندرا کرندا
آلخاندرا کرندا (اسپانیایی: Alejandra Quereda‎؛ زادهٔ ۲۴ ژوئیهٔ ۱۹۹۲) ژیمناست ریتمیک اهل اسپانیا است.